# Антун Налис
Антун Налис (Задар, 4. фебруар 1911 — Загреб, 14. фебруар 2000) био је југословенски и хрватски глумац.

## Биографија
Рођен је у Задру 4. фебруара 1911. Студирао је право у Београду, а глумачку каријеру је започео у Шибенику. На филму је дебитовао 1949. глумећи усташу у филму Застава. Успешно је глумио негативце у филмовима Плави 9 (1950), Камени хоризонти (1953) и Крвави пут (1955). Глумио је у многим ТВ-серијама, а запамћен је по улогама у серијама Наше мало мисто и Вело мисто. Добио је многобројне награде и признања. Највеће признање је добио за улогу у филму Поглед у зеницу сунца (1966), за коју је на фестивалу у Пули награђен Златном ареном. Године 1975, награђен је и републичком наградом Владимир Назор за животно дело .
Умро је 14. фебруара 2000 у Загребу.

## Филмографија
| Год.         | Назив                               | Улога                           |
| ------------ | ----------------------------------- | ------------------------------- |
| 1940.-те     |                                     |                                 |
| 1949.        | Застава                             | Усташки сатник Вуксан           |
| 1950.-те     |                                     |                                 |
| 1950.        | Плави 9                             | Фабрис                          |
| 1950.        | У олуји                             | Винченцо                        |
| 1953.        | Камени хоризонти                    | Мартин                          |
| 1953.        | Сињи галеб                          | Лоренцо                         |
| 1954.        | Концерт                             | Натпоручник                     |
| 1955.        | Крвави пут                          | Немачки официр                  |
| 1955.        | Јубилеј господина Икла              | Теодор Икл                      |
| 1955.        | Мала Јоле                           |                                 |
| 1956.        | Зле паре                            | Конте                           |
| 1958.        | Хвезда једе на јих                  | директор                        |
| 1958.        | Х-8                                 |                                 |
| 1959.        | Кампо Мамула                        | Италијански заповедник Маниполо |
| 1959.        | Балтазар путује                     |                                 |
| 1959.        |                                     |                                 |
| 1959.        | Ветар је стао пред зору             | Немачки војник                  |
| 1960.-те     |                                     |                                 |
| 1960.        | Натјечај за црну причу              |                                 |
| 1960.        | Авион за Парагвај                   |                                 |
| 1960.        | Курир Тончи - Труба                 |                                 |
| 1960.        | Крокодил                            |                                 |
| 1960.        |                                     |                                 |
| 1961.        | Каролина Ријечка                    | Андра                           |
| 1961.        | Велика турнеја                      | организатор                     |
| 1961.        | Позорница без завјесе               |                                 |
| 1961.        |                                     |                                 |
| 1961.        | Мартин у облацима                   | Кармине                         |
| 1961.        | Царево ново рухо                    | Капетан                         |
| 1961.        | Пустолов пред вратима               | Официр                          |
| 1961.        | Срећа долази у 9                    | Грађанин                        |
| 1962.        | Медитеранско путовање               |                                 |
| 1962.        | Срешћемо се вечерас                 | Грађанин                        |
| 1962.        | Звиждук у осам                      | Филмски редитељ                 |
| 1962.        |                                     |                                 |
| 1963.        | На лицу мјеста                      |                                 |
| 1963.        | Двоструки обруч                     | Кувар                           |
| 1963.        |                                     |                                 |
| 1963.        | Николетина Бурсаћ                   | заробљени домобран              |
| 1964.        | Службени положај                    | чиновник у администрацији       |
| 1964.        |                                     |                                 |
| 1964.        | Прометеј с отока Вишевице           | електричар                      |
| 1965.        | Дани искушења                       |                                 |
| 1965.        |                                     |                                 |
| 1965.        | Пирамида бога сунца                 | Кортејо                         |
| 1965.        | Човик од свита                      |                                 |
| 1965.        |                                     |                                 |
| 1966.        | Орлови рано лете                    | Немачки официр                  |
| 1965.        | Поглед у зјеницу сунца              | Вемић                           |
| 1966.        | Седми континент                     | Отац                            |
| 1966.        | Глинени голуб                       | Мартић                          |
| 1968.        | Зрно до зрна                        |                                 |
| 1968.        | Голи човјек                         | Тони                            |
| 1969.        | Кад чујеш звона                     |                                 |
| 1969.        | Каја, убит ћу те!                   |                                 |
| 1969.        | Недеља                              |                                 |
| 1969.        | Берза рада                          |                                 |
| 1969.        | Банкет                              |                                 |
| 1969.        | Под новим крововима                 |                                 |
| 1969.        | Гуске које нису спасле Рим          |                                 |
| 1969.        | Жути, жути канаринац                |                                 |
| 1970.-те     |                                     |                                 |
| 1970.        | Сам човјек ТВ филм                  |                                 |
| 1970.        | Сам човјек ТВ серија                |                                 |
| 1970.        | Брак је увијек рискантна ствар      |                                 |
| 1970.        | Пут у рај                           | Доктор, хирург                  |
| 1970.        | Брак је увијек рискантна ствар      |                                 |
| 1970.        | Дружба Пере Квржице                 |                                 |
| 1971.        | Буцо                                |                                 |
| 1970 - 1971. | Наше мало мисто                     |                                 |
| 1972.        | Девето чудо на истоку               | Једнооки Италијан               |
| 1972.        | Први сплитски одред                 | полицајац                       |
| 1973.        | Хотел за птице                      |                                 |
| 1973.        | Заиста замршен случај               |                                 |
| 1973.        | Ћа смо на овон свиту... (ТВ серија) |                                 |
| 1974.        | Човик и по                          | Тонко                           |
| 1974.        | Црвени удар                         |                                 |
| 1975.        | Грунтовчани                         | инспектор                       |
| 1976.        | Капелски кресови                    | мајор                           |
| 1976.        | Влак у снијегу                      | уредник новина                  |
| 1977.        | Марија                              |                                 |
| 1977.        | Никола Тесла (ТВ серија)            | Пуковник Бранковић              |
| 1978.        | Томо Бакран                         | Кум                             |
| 1978.        | Окупација у 26 слика                |                                 |
| 1979.        | Свјетионик (ТВ серија)              | Странац                         |
| 1980.-те     |                                     |                                 |
| 1980.        | Вело мисто                          |                                 |
| 1981.        | Високи напон                        | конобар                         |
| 1981.        | Пад Италије                         |                                 |
| 1982.        | Смоговци                            |                                 |
| 1982.        | Непокорени град                     |                                 |
| 1982.        | Тајна старог тавана                 |                                 |
| 1984.        | Инспектор Винко                     | директор                        |
| 1985.        | Црвени и црни                       |                                 |
| 1986.        | Вечерња звона                       | Светац                          |
| 1986.        | Путовање у вучјак                   | продавац ракије                 |
| 1988.        | Вечерња звона (ТВ серија)           | Светац                          |
| 1988.        | Живот са стрицем                    |                                 |
| 1988.        | Млада сила                          |                                 |
| 1990.-те     |                                     |                                 |
| 1990.        | Неуништиви (ТВ серија)              | Тончи                           |
| 1990.        |                                     |                                 |
| 1991.        | Прича из Хрватске                   |                                 |